# András Hargitay
András Hargitay, född 7 mars 1956, är en ungersk för detta simmare som vann brons på 400 meter medley vid OS 1972.
Vid junior-EM 1969 i Wien tog Hargitay guld på både 200 meter bröstsim och 200 meter medley.
Hargitay deltog även vid OS 1976 och 1980 och vann tre VM-guld mellan 1973 och 1975.

### Fotnoter
1. ↑  ”1969 European Junior Swimming Championships”. intersportstats.com. https://intersportstats.com/competitions/3000001584. Läst 7 november 2024.
2. ↑  ”András Hargitay Bio, Stats, and Results - Olympics at Sports.reference.com”. sportsreference.com. Sportsreference. Arkiverad från originalet den 8 maj 2010. https://web.archive.org/web/20100508163057/http://www.sports-reference.com/olympics/athletes/ha/andras-hargitay-1.html. Läst 9 september 2015.
3. ↑  ”Arkiverade kopian”. Arkiverad från originalet den 24 augusti 2015. https://web.archive.org/web/20150824021342/http://www.fina.org/H2O/docs/histofina/swimming_50m.pdf. Läst 21 augusti 2015. HistoFINA - SWIMMING MEDALLISTS AND STATISTICS AT FINA WORLD CHAMPIONSHIPS (50M) (engelska)